# Saint-Aubin-en-Bray
Saint-Aubin-en-Bray é uma comuna francesa na região administrativa de Altos da França, no departamento de Oise. Estende-se por uma área de 6,38 km². Em 2010 a comuna tinha 1 182 habitantes (densidade: 185,3 hab./km²).